# عجرم (اسم)
عجرم هو اسم علم مذكر من أصل عربي، ومعناه هو الرجل الشديد السريع.

## وصلات خارجية
- موسوعة السلطان قابوس لأسماء العرب نسخة محفوظة 5 أبريل 2019 على موقع واي باك مشين.